# Roizy
 Roizy  es una comuna y población de Francia, en la región de Champaña-Ardenas, departamento de Ardenas, en el distrito de Rethel y cantón de Asfeld.
Su población en el censo de 1999 era de 223 habitantes.
Está integrada en la Communauté de communes de l’Asfeldois .

## Demografía
| 281 | 260 | 212 | 197 | 205 | 223 |
| Para los censos de 1962 a 1999 la población legal corresponde a la población sin duplicidades (Fuente: INSEE [Consultar]) |     |     |     |     |     |